# Premio Buscaglione
Il Premio Buscaglione è un concorso musicale dedicato ad artisti emergenti che si tiene a Torino ogni due anni. Il Premio è intitolato a Fred Buscaglione, in quanto trae origini dal cantautorato italiano, ma ha come intento quello di scoprire a cadenza biennale la band del futuro. Tra i requisiti dei brani presentati c'è quello che i testi siano in lingua italiana; la selezione dei finalisti avviene in parte tramite una giuria di esperti e in parte con un voto popolare espresso via web.
Attivo dal 2010, ha premiato negli anni tra gli altri: Lo Stato Sociale (Primo Premio 2012), Eugenio in Via di Gioia (Premio della Critica 2014), Blindur (Primo Premio 2016), Yosh Whale (Primo Premio 2018), Nervi (Primo Premio 2020),  Hey!Himalaya (Primo Premio 2023).

## Edizioni

### 2010
La prima edizione del Premio Buscaglione ha visto collaborazioni con il Club Tenco e con i parenti di Fred Buscaglione. Dei 150 gli iscritti al Premio, quattro sono stati indicati dal Club Tenco e sei sono stati selezionati da una giuria tecnica, accendendo così alle semifinali che si sono svolte l'11 e il 12 febbraio al Teatro Vittoria di Torino. Alla finale hanno partecipato quattro artisti: Matteo Castellano, Giovanni Block, Puso e Jang Senato. Il presentatore delle serate è stato Mao, mentre gli ospiti delle semifinali e della finale sono stati gli Astervejas, Ettore Giuradei e Dente.
Il vincitore del Primo Premio è stato Giovanni Block mentre il Premio della Critica è stato assegnato a Jang Senato.

### 2012
La seconda edizione del Premio Buscaglione ha avuto 405 iscritti. Da questa edizione è iniziata la collaborazione con l'etichetta indipendente La Tempesta Dischi che offre al vincitore la possibilità di inserire un proprio brano nella compilation dell'etichetta.
Il Primo Premio è stato vinto da Lo Stato Sociale, mentre il Premio della Critica è stato attribuito a Venus in Furs. Il Premio Tempesta Dischi è andato ad Andrea Cola.

### 2014
La terza edizione ha avuto 622 iscritti, dieci di questi sono giunti alle semifinali che si sono svolte alle Officine Corsare di Torino e hanno avuto come ospiti i Fast Animals and Slow Kids e il Management del dolore post-operatorio. La finale invece si è svolta sul palco dell'Hiroshima mon Amour di Torino e ha visto come ospiti speciali Diaframma, Venus in Furs e Andrea Cola.
Il Primo Premio è stato vinto dagli Etruschi from Lakota, il Premio della Critica dagli Eugenio in Via Di Gioia, mentre i Pagliaccio hanno vinto il Premio Tempesta Dischi.

### 2016
La quarta edizione ha visto ampliarsi il ventaglio di premi. Il Premio King Kong Radio 1 ha consentito al vincitore di proporre il proprio progetto musicale all’interno della trasmissione radiofonica di Rai Radio 1 condotta da Silvia Boschero. Il Premio MEI ha dato l'opportunità ad un artista di suonare al Meeting delle etichette indipendenti. Gli ospiti speciali di questa edizione sono stati gli Eugenio in Via di Gioia (già vincitori del Premio della Critica dell'edizione precedente), Iosonouncane e Dente. Anche in tale occasione la semifinale si svolse alle Officine Corsare e la finale all'Hiroshima mon amour.
I Blindur si sono aggiudicati il Primo Premio e il Premio Tempesta Dischi mentre agli Albedo è andato il Premio della Critica. I La Municipàl vincono il Premio MEI.

### 2018
La quinta edizione ha visto ulteriormente ampliarsi il ventaglio dei premi: il Premio Sold Out ha permesso al vincitore di suonare come band di apertura ad un concerto di Zen Circus o Lo Stato Sociale. Inoltre sono state aggiunte due date di qualificazione nei mesi di gennaio al Serraglio di Milano e al Locomotiv di Bologna.
Andrea Laszlo De Simone, i Pinguini Tattici Nucleari e i Canova sono stati gli ospiti delle semifinali e della finale del Premio che si sono svolte il 15-16-17 marzo all'Hiroshima Mon Amour di Torino.
Gli Yosh Whale, band salernitana, si sono aggiudicati il Primo Premio, mentre La notte hanno vinto il Premio della Critica. Ai ragazzi de Il Branco va il Premio Sold Out.

### 2020
L'edizione 2020, inizialmente prevista a marzo ma poi rimandata a causa della pandemia di COVID-19 si è svolta dal 25 al 27 settembre 2020 presso l'Open Factory di Nichelino. Le tre serate sono state presentate da Gigi Giancursi (ex Perturbazione) ed Eugenio Cesaro (Eugenio in Via di Gioia).
Alla prima semifinale di venerdì 25 settembre erano in gara: Fanoya, I Cieli di Turner, Martiny, Malamore, Nòe. Alla seconda semifinale (sabato 26 settembre) erano in gara: Leandro, Nervi, Osaka Flu, Tōru. Sono stati ammessi alla serata finale di domenica 27 settembre Nòe, Nervi, Malamore e Osaka Flu.
Gli ospiti che si sono esibiti durante le tre serate: Management, Fulminacci e Margherita Vicario.
Nervi ha vinto il Premio Buscaglione e i premi Tempesta Dischi e Sold Out mentre il Premio della critica è stato attribuito a Nòe.

### 2023
L’edizione 2023 del Premio Buscaglione è partita il 24 gennaio 2023 con le iscrizioni online e ha registrato 560 iscrizioni da tutta italia.
Dal totale degli iscritti sono stati selezionati 10 artisti che hanno partecipato alle fasi live di maggio 2023 a Torino.
Giovedì 04 maggio a Spazio 211 si sono esibiti: Candra, Fonni, Giove, Tommi Scerd, Ufo Blu, a seguire si è svolto il concerto di Post Nebbia.
Venerdì 05 maggio a Off Topic si sono esibiti: Frenesi, Cassio, Hey!Himalaya, Miglio, Mivergogno. A seguire si è svolto il concerto di Yosh Whale (già vincitori nel 2018 dello stesso premio).
Sabato 06 maggio per la finale al Cap10100 si sono esibiti Candra, Hey!Himalaya, Miglio, Ufo Blu, a seguire si è svolto il concerto di Gazebo Penguins e la live performance di Dente che ha anche ritirato la Targa Gran Torino.
Gli Hey!Himalaya hanno vinto la settima edizione del Premio Buscaglione, aggiudicandosi il titolo di Next Big Thing italiana. Loro anche il Premio Booster; a Miglio vanno invece il Premio della Critica, il Premio Sold-Out e il Premio Riflettori. 
Hanno fatto parte della giuria 2023: Francesco Aneloni e Alberto Tessariol (Dischi Sotterranei), Bernardo Mattioni (Woodworm Label), Claudia Zaffarano (Sony), Claudio Terreni (Locusta Booking), Giuseppe Cernera (Panico Concerti), Stefano Pesca (Consiste), Luca Bocchio Ramazio (Poplar), Anthony Sasso (musicista), Matteo De Simone (musicista), Daniele Citriniti (The Goodness Factory), Aristide Quarta (produttore), Gigi Giancursi (musicista), Fabrizio Pan (produttore), Gabriele Sinatra (Spazio 211 – Blue Mama Records), Gabriele Concas (The Sweet Life Society), Rocco Panetta (musicista), Ludovico Marino (produttore e musicista). 

### 2025
L’ottava edizione del Premio Buscaglione si è svolta a Torino dal 7 al 28 marzo 2025, ed è stata caratterizzata dall’apertura della nuova categoria Jazz, accanto alla tradizionale sezione dedicata alla scena indie-pop/rock.
L'edizione 2025 ha registrato 530 iscritti di cui 82 per la sezione Jazz. 
Il 7 marzo 2025, alle Fonderie Limone di Moncalieri, si è svolta la  finale della nuova Categoria Jazz, 4 gli artisti in concorso e dove ha partecipato come headliner di Tonino Carotone, che ha presentato uno spettacolo dedicato a Fred Buscaglione. Il vincitore della categoria Jazz 2025 è stato Viden Spassov.
La categoria Open si è svolta il 26 e 27 marzo ad Off Topic, e il 28 marzo al Supermarket. Dieci gli artisti in concorso.
Il vincitore della categoria Open è stato Alec Temple. Alec si aggiudica inoltre il Premio Booster e il Premio Discografico. Premio della Critica e Premio Riflettori a 1 44 98. Il Premio Santeria e il Premio Produzione vanno invece ad Androgynus. 
Headliner della Categoria open, che per le tre serate del Premio hanno accompagnato gli artisti in gara: il cantautore romano Folcast, Cmqmartina ed i Voina. Infine, un momento dedicato è stata la consegna della Targa Gran Torino, riconoscimento alla carriera, a Cristiano Godano.

## Vincitori

### Primo premio
- 2025 – Alec Temple
- 2023 – Hey!Himalaya
- 2020 – Nervi
- 2018 – Yosh Whale
- 2016 – Blindur
- 2014 – Etruschi from Lakota
- 2012 – Lo Stato Sociale
- 2010 – Giovanni Block

### Premi speciali
Premio della Critica
- 2025 – 1 44 9 8
- 2023 – Miglio
- 2020 – Nòe
- 2018 – La Notte
- 2016 – Albedo
- 2014 – Eugenio in Via Di Gioia
- 2012 – Venus in Furs
- 2010 – Jang Senato

Premio Booster
- 2025 – Alec Temple
- 2023 – Hey!Himalaya

Premio Discografico
- 2025 – Alec Temple

Premio King Kong Radio 1
- 2016 – Matteo Fiorino

Premio MEI
- 2016 – La Municipàl

Premio Produzione
- 2025 – Androgynus

Premio Riflettori
- 2025 – 1 44 9 8
- 2023 – Miglio

Premio Sold out
- 2023 – Miglio
- 2020 – Nervi
- 2018 – Il Branco

Premio Tempesta Dischi
- 2020 – Nervi
- 2018 – Yosh Whale
- 2016 – Blindur
- 2014 – Pagliaccio
- 2012 – Andrea Cola

## Sotto il cielo di Fred 2015
La compilation del Premio Buscaglione viene pubblicata nel 2015 con la finalità di supportare economicamente il Premio. Essa è pubblicata dall'etichette Phonarchia Dischi e Libellula Music ed è composta da brani di Fred Buscaglione reinterpretati da 12 artisti italiani. Alcuni sono i vincitori delle edizioni del Premio come Lo Stato Sociale, Etruschi from Lakota, Eugenio in Via Di Gioia mentre altri artisti hanno voluto partecipare per sostenere il Premio. Tra gli altri: Brunori Sas, Dente, Bugo, Paolo Benvegnù, Perturbazione, Nicolò Carnesi, Il Pan del Diavolo, Sweet Life Society, Venus in Furs.
1. Nel cielo dei bars - Brunori Sas
2. Guarda che Luna - Dente
3. Love in Portofino - Paolo Benvegnù
4. Eri piccola così - Bugo
5. Mi sei rimasta negli occhi - Niccolò Carnesi
6. Teresa non sparare - Lo Stato Sociale
7. Sigaretta - Perturbazione
8. Noi duri - Pan del Diavolo
9. Juke Box - Sweet Life Society
10. Porfirio Villarosa - Etruschi from Lakota
11. Buonasera signorina - Eugenio in Via di Gioia
12. Voglio scoprir l'America - Venus in Furs